# Musikdirektør
Titlen musikdirektør forekommer mange steder i musiklitteraturen. Den har været brugt i mange lande, og  i et land som Danmark har titlen "Musikdirektør" meget forskellig betydning: 1) i byen og på landet, 2) i Jylland og i København, 3) omkring 1850'erne, hvor titlen begyndte at blive almindelig i Danmark og 4) efter 1900, indtil den gik af brug omkring 1950'erne.

## Eksempler
D.T.S. Bjerregaard og Nicolaj Christian Jensen Kjær er eksempler på danske musikdirektører fra Kjellerup, Midtjylland. Se beskrivelserne fra Vor Tids Danske Musikere og Tonekunstnere på Saugmann Bjerregaards Fonds hjemmeside. 

## Yderligere læsning
- Vor Tids Danske Musikere og Tonekunstnere, Forlaget Vort Land, København, 1937. I bogen er der over 100 beskrivelser af Musikdirektører over hele Danmark.[2]

- Dansk Musiker Forbund Herning - 100 år. Artiklen omhandler bl.a. Musikdirektører i Herning, bl.a. Sophus Nielsen.[4]

- Musik gennem 100 år, Dansk Musiker Forbund, Randers. Flere artikler handler om musikdirektører i Randers, bl.a. Søren Telling.[5]